# Andreas Moser
Andreas Moser, född den 29 november 1859, död den 7 oktober 1925 i Berlin, var en österrikisk violinist och pedagog, far till Hans Joachim Moser. 
Moser blev 1878 elev till Joseph Joachim, men måste av hälsoskäl lämna virtuosbanan och förblev i Berlin som lärare vid Hochschulen jämsides med och senare efter Joachim. I förening med honom utgav Moser en Violinskole (3 band). Sedan följde en egen Methodik des Violinspiels (2 band). Tillsammans med Joachim och andra utgav Moser klassisk violinmusik och skrev självständigt en biografi över Joachim (1908, 2 band), liksom han utgav Brev till och från Joachim och Brevväxling mellan Brahms och Joachim.